# ميبا
نادي مولوكوسكي لكرة القدم غالبًا ما يعرف بـ ميبا (بالفنلندية: Myllykosken Pallo -47; MyPa) نادي كرة قدم فنلندي، مقره في مدينة كوفولا.
يلعب حالياً في دوري الدرجة الأولى الفنلندي (فيكاوسليغا).